# バナオ
もしかして
- バナ夫

ではありませんか？